# ميغيل سيمبسون
ميغيل سيمبسون (بالإسبانية: Miguel Lacey)‏ هو لاعب كرة قدم كوستاريكي في مركز الدفاع، ولد في 25 سبتمبر 1955 في ليمون في كوستاريكا. لعب مع نادي هيريديانو.

## وصلات خارجية
- ميغيل سيمبسون على موقع الاتحاد الدولي (مؤرشف)  (الإنجليزية)
- ميغيل سيمبسون على موقع عالم كرة القدم.نت (الإنجليزية)
- ميغيل سيمبسون على موقع أوليمبيديا (الإنجليزية)